# Reconstructive Demonstrations
"Reconstructive Demonstrations" är en promosingel från 2010 av den amerikanske musikern Serj Tankian. Singelversionen av låten är cirka en minut kortare än albumversionen. En instrumental version av låten släpptes på en begränsad utgåva av albumet och en rockremix av låten släpptes på EP:n Imperfect Remixes. Den officiella musikvideon släpptes den 15 januari 2011 och var regisserad av Roger Kupelian, som tidigare gjort musikvideon till bland annat låten "Honking Antelope". Den 7 september samma år släpptes ett antal konstverk av Kupelian för musikvideon till låten.

## Låtlista
Alla låtar är skrivna och komponerade av Serj Tankian, om inte annat anges. 
| Nr | Titel                         | Längd |
| -- | ----------------------------- | ----- |
| 1. | Reconstructive Demonstrations | 4:07  |